# Hermacha tuckeri
Hermacha tuckeri är en spindelart som beskrevs av Raven 1985. Hermacha tuckeri ingår i släktet Hermacha och familjen Nemesiidae. Inga underarter finns listade i Catalogue of Life.